# Спаниш-Форк (река)
Эта статья — о реке. О городе см. Спаниш-Форк (Юта).
Спаниш-Форк (англ. Spanish Fork River) — река в штате Юта, США. Впадает в озеро Юта. Длина составляет около 32 км; площадь бассейна — 1748 км². Средний расход воды — около 7 м³/с. Образуется при слиянии рек Солджер-Крик и Тистл-Крик в районе горного хребта Уосатч. Протекает полностью по территории округа Юта; небольшая часть бассейна реки находится также в округе Карбон. Значительная часть воды Спаниш-Форк используется для орошения. Протекает через города Спаниш-Форк и Пальмира.
В 1983 году реку перегородил огромный оползень высотой около 67 м, образовав выше по течению озеро длиной 13 км, которое затопило город Тистл. Озеро просуществовало 5 месяцев, прежде чем был подготовлен и осуществлён проект по сливу воды через тоннель. Таким образом, последствия этого оползня были одними из самых дорогих в истории США.